# Peperomia nigrooculata
Peperomia nigrooculata är en pepparväxtart som beskrevs av William Trelease. Peperomia nigrooculata ingår i släktet peperomior, och familjen pepparväxter. Inga underarter finns listade i Catalogue of Life.